# Arsilda, regina di Ponto
Arsilda, regina di Ponto ist eine Opera seria (Originalbezeichnung: „Dramma per musica“, RV 700) in drei Akten von Antonio Vivaldi (Musik) mit einem Libretto von Domenico Lalli. Die Uraufführung fand am 27. Oktober 1716 im Teatro Sant’Angelo in Venedig statt.

## Handlung
Die Oper spielt in Ama, der Hauptstadt Kilikiens, in einem stark bevölkerten Tal mit dem Fluss Cidno.
Die kursiv gekennzeichneten Teile entstammen (nur geringfügig modifiziert) dem Originaltext des Librettos.

### Vorgeschichte
Nach dem Tod ihres Gatten Arideo verwaltet seine Witwe Antipatra gemeinsam mit Arideos Bruder Cisardo dessen Reich. Cisardo ist außerdem Vormund der minderjährigen prinzlichen Zwillinge, dem Jungen Tamese und dem Mädchen Lisea, die sich so ähnlich sehen, dass sie nur durch ihre Kleidung auseinandergehalten werden können. In ihrem Palast in Ama, der Hauptstadt Kilikiens, lebt auch Barzane, der junge König von Lydien, der im selben Alter wie Tamese ist und dessen bester Freund wird. Dieser verliebt sich in Lisea, und die beiden verloben sich heimlich. Als Königin Antipatra von einem Aufstand bedroht wird, beauftragt sie Tamese und seinen Freund mit der Befriedung. Unterwegs nehmen die beiden Wohnung im Palast des Königs von Pontos, wo sie dessen Tochter Arsilda begegnen. Beide verlieben sich auf der Stelle in sie, und der König Lydiens vergisst darüber völlig sein Treueversprechen an Lisea. Arsilda erklärt sich für den Prinzen Kilikiens, worauf sich der König Lydiens empört zurückzieht und beschließt, sein Ziel mit Gewalt zu erreichen. Tamese verspricht der Prinzessin, sich in der Heimat um eine Zustimmung zur Heirat zu kümmern, und entfernt sich, um mit seinen Leuten den Aufstand niederzuschlagen. Während der Rückreise erleidet er während eines Sturms Schiffbruch, kann sich jedoch an eine verlassene Küste retten. Nachdem die wenigen Überlebenden von seinem Tod berichtet haben, besteht das Volk darauf, einen Thronfolger zu bestimmen, da Antipatra als Frau kein Nachfolgerecht habe. Um ihre Macht nicht zu verlieren, beschließt diese, ihre Tochter Lisea als deren Bruder Tamese auszugeben. Sie behauptet, dass Lisea an einem Fieber gestorben sei, und verkleidet sie als Mann. Lisea gelangt so unter dem Namen Tameses auf den Thron Kilikiens. Wenig später stirbt Antipatra. Nachdem Lisea von der Untreue ihres Verlobten Barzane und dessen Anspruch auf Arsilda (die nach dem Tod ihres Vaters Königin geworden ist) erfahren hat, fürchtet sie, dass dieser die Macht übernehmen könnte. Sie bietet Arsilda daraufhin selbst die Ehe an, die sofort zustimmt – glaubt sie doch, das Angebot käme vom echten Tamese. Unterdessen erfährt der König Lydiens, dass die Königin von Pontos in Kilikien angekommen ist, um seinen Rivalen zu heiraten. Er hält den Tod der Prinzessin Lisea für sicher, für die er nun keine wahre Reue mehr empfindet, und trifft mit einer gewaltigen Streitmacht ein, um Ama zu belagern und zu versuchen (ohne eine Schlacht abzuwarten), die Königin von Pontos zu entführen.

### Kurzfassung
Zu Beginn der Opernhandlung stellt die als Tamese auftretende Lisea ihrem Volk Arsilda als Braut und künftige Königin vor, findet dieser gegenüber jedoch Ausreden, um die Hochzeit hinauszuzögern. Cisardo warnt vor einem Unbekannten, der Arsilda entführen wolle. Nicandro schwört dem vermeintlichen Tamese seine Treue. Dessen wahre Identität kennt nur Liseas Vertraute Mirinda, die angesichts der Probleme ihrer Freundin der Liebe abschwört. Wenig später dringt Barzane mit seinen Soldaten unbemerkt durch einen Geheimgang in die Stadt ein, um Arsilda, die er immer noch liebt, in seine Gewalt zu bringen. Doch der echte Tamese befindet sich als Gärtner verkleidet ebenfalls dort und vereitelt die Tat gemeinsam mit Cisardo. Während alle dem Gott Vulkan ein Dankopfer bringen, sorgt Lisea dafür, dass der gefangene Barzane schonend behandelt wird – sie hat immer noch Gefühle für ihn.
Im zweiten Akt erkennt Mirinda, dass sie sich in den heldenhaften Gärtner verliebt hat. Die verkleidete Lisea erinnert Barzane an seine verschmähte Geliebte und kündigt eine Enthüllung an. Als Arsilda ihren Retter ihrem vermeintlichen Bräutigam vorstellt, ist sie erstaunt über die Ähnlichkeit der beiden. Alle bereiten sich auf eine königliche Jagd vor. Der vermeintliche Tamese teilt Barzane mit, dass Lisea noch lebt, und schickt ihn zu deren Gruft, in der sie sich versteckt halte. Barzane bereut inzwischen seinen Verrat zutiefst. Der echte Tamese gibt sich Arsilda zu erkennen, und auch Cisardo erfährt die Wahrheit.
Am Anfang des dritten Akts empfängt Lisea Barzane in der Gruft. Die beiden versöhnen sich, und Barzane verspricht, bei Tamese die Erlaubnis zur Hochzeit zu erlangen. Cisardo sagt Tamese seine Unterstützung zu, um den Thron zurückzuerlangen. Er überredet Lisea, ihre Verkleidung abzulegen, und teilt ihr mit, dass ihr Bruder noch lebt und zurückgekehrt ist. Barzane hält wie versprochen um ihre Hand an und verspricht Frieden zwischen ihren Völkern. Cisardo erklärt dem Volk die Gründe für die Verkleidung Liseas. Nun werde der echte Tamese wieder herrschen. Es gibt eine feierliche Doppelhochzeit von Lisea und Barzane sowie Arsilda und Tamese.

### Erster Akt
Prächtiger Ort mit Säulengängen und Statuen der Schutzgötter Kilikiens
Für den jährlichen Eid, den das Volk ihrem Herrscher schuldet, wurden Altäre und Feuer aufgebaut. Auf einer Seite steht ein prachtvoller Thron, auf dem das Paar Platz genommen hat, auf der anderen eine prunkvolle Apparatur für die königliche Hochzeit von Lisea, die für den kilikischen König Tamese gehalten wird (in dieser Inhaltsangabe in der Folge mit „Tamese-Lisea“ bezeichnet), und Arsilda, der Königin von Pontos. Tamese-Lisea und Arsilda sitzen auf dem Thron, vor diesem stehen Cisardo, Fürst von Geblüt (Tameses und Liseas Onkel), Mirinda (Liseas Vertraute) und Nicandro (Fürst von Bithynien, Tameses Vertrauter), mit Volk und Soldaten.
Szene 1. Nach Aufforderung Cisardos schwört das Volk dem Herrscher seine Treue (Chor: „Tutto il regno in lieta gara“). Als Tamese-Lisea ihnen Arsilda als Braut und künftige Königin vorstellt, jubeln alle. Arsilda deutet an, dass Tameses bisherige Liebesbeteuerungen nicht ausreichen, einen Thronfolger zu zeugen. Lisea bittet sie um Geduld. Cisardo mahnt zur Vorsicht, denn er hat in Erfahrung gebracht, dass ein unbekannter Gegner beabsichtige, Arsilda zu entführen (Arie Cisardo: „L’esperto nocchiero“).
Szene 2. Arsilda fragt Tamese-Lisea, warum er die Hochzeit immer wieder hinauszögert. Lisea erklärt, er wolle zuvor seinen Rivalen ausgeschaltet haben. Arsilda ist zutiefst betrübt über diese ausweichende Antwort (Arie Arsilda: „Io sento in questo seno“).
Szene 3. Nicandro versichert Tamese-Lisea seine Treue (Arie Nicandro: „Col piacer della mia fede“).
Szene 4. Lisea erklärt Mirinda, die ihre wahre Identität kennt, dass sie Arsilda zu ihrer Braut erklärt habe, um zu verhindern, dass Barzane um diese werben kann. Ihre Gefühle diesem gegenüber schwanken zwischen Verachtung und Liebe (Arie Lisea: „Fingi d’aver un cor“).
Szene 5. Angesichts der Liebesverwirrung ihrer Freundin schwört Mirinda der Liebe ab (Arie Mirinda: „Non m’è caro amor penando“).
Einsamer Ort mit verschiedenen grasbewachsenen Bänken
Anmutige Parkwege führen zu den ebenerdigen Gemächern der Königin von Pontos. Dort befindet sich ein altes Gebäude mit verborgenen Bädern, das aus Wasserleitungen und einem mit einem Felsen verschlossenen Tunnel besteht, der aus den Stadtmauern heraus führt.
Szene 6. Barzane bahnt sich mit bewaffneten Soldaten gewaltsam einen Weg durch den Tunnel. Er freut sich auf die zukünftigen Liebesgenüsse mit Arsilda, die er zu entführen beabsichtigt (Arie Barzane: „Sempre piace goder il suo bene“), und entfernt sich durch den Park.
Szene 7. Liseas totgeglaubter Bruder Tamese hat den Schiffbruch überlebt und sich als Gärtner verkleidet Zugang verschafft. Er fühlt sich von seiner Schwester verraten, die nun an seiner Stelle herrscht. Zudem sorgt er sich um Arsilda. Er hat vor, sich seinen Anhängern zu erkennen zu geben, um seinen Thron wiederzuerlangen (Arie Tamese: „La tiranna avversa sorte“).
Szene 8. Nachdem sich Tamese zurückgezogen hat, erscheint Arsilda, die sich nach Liebe sehnt (Arioso Arsilda: „So ben io qual pena sia“). Sie setzt sich gedankenversunken auf eine Bank.
Szene 9. Barzane ergreift die Gelegenheit, Arsilda zu entführen, und ruft nach seinen Leuten. Tamese eilt herbei, um Arsilda zu schützen.
Szene 10. Cisardo hat inzwischen den Verrat aufgedeckt und kommt mit seinen eigenen Soldaten aus dem Tunnel. Es gelingt ihnen, die Angreifer zu überwältigen. Cisardo lässt Barzane ungefesselt abführen, bevor er sich selbst auf den Weg zum Palast macht.
Szene 11. Arsilda dankt ihrem Retter, den sie nicht erkennt, obwohl sie eine merkwürdige Ähnlichkeit zu Tamese ausmacht (Arie Arsilda: „Perchè veggo nel tuo volto“).
Tempel des Gottes Vulkan
Der Tempel ist der Schmiede Vulkans in Lemnos nachgebildet. Seine Statue in der Mitte ist von mehreren Abbildern von Zyklopen umgeben. Der Altar hat die Form eines Ambosses. Über ihm hängen drei schwere Hämmer, die den drei Zyklopen gewidmet sind: Steropes (der Donner), Brontes (der Blitz) und Piraknes (der glühende Amboss). Auf einem brennenden Reisighaufen liegen durcheinander Helme, Schilde, Lanzen und andere Rüstungen. Neben dem Alter ist ein Feuer mit funkelnden Flammen zu sehen.
Szene 12. Cisardo, Tamese-Lisea, Mirinda, Nicandro, Soldaten und Priester bringen dem Gott einen goldenen Pfeil als Opfer dar (Chor: „Amoretti vezzosetti“ – Accompagnato Lisea: „O’ dell’adusta Lenno famoso abitator“). Lisea erfährt durch Cisardo von der Gefangennahme Barzanes und bittet ihn, diesen mit Milde zu behandeln.
Szene 13. Nicandro erhält den Auftrag, das gegnerische Lager zu beobachten.
Szene 14. Lisea teilt Mirinda ihre Ansichten über die Liebe mit – „eine Tyrannin, die zugleich Kummer und Freude verursacht“ (Arie Lisea: „Porta amore una tal face“).
Szene 15. Mirinda sieht den Sinn der Liebe nicht ein. Sie vergleicht sich mit einem Jasmin, der zwischen den Büschen für sich bleibt (Arie Mirinda: „Io son quel gelsomino“).

### Zweiter Akt
Entzückendes Zimmer im Palast mit den Reichsschätzen in kristallenen Vasen
Szene 1. Mirinda berichtet Lisea von der Ähnlichkeit des unbekannten Retters mit dem verstorbenen Tamese. Als Mirinda anfängt, von diesem zu schwärmen, neckt Lisea sie damit, dass sie in ihn verliebt sei. Sie schickt Mirinda fort, da sie alleine mit Barzane sprechen möchte (Arie Mirinda: „Un certo non sò che“).
Szene 2. Nachdem Barzane von den Wachen hereingeführt wurde, bezichtigt Tamese-Lisea ihn des Verrats – Lisea habe ihn vor ihrem Tod darüber informiert. Barzane entschuldigt sich damit, dass seine erste Liebe durch eine neue verdrängt wurde – das würde er auch Lisea selbst sagen, wenn diese noch leben würde. Tamese-Lisea kündigt an, ihm demnächst im Hain der Berecynthia ein Geheimnis zu enthüllen. Barzane wundert sich über Tameses Verhalten (Arie Barzane: „Ben conosco a poco a poco“). Er verlässt das Zimmer.
Szene 3. Arsilda stellt Tamese-Lisea ihren immer noch verkleideten Retter vor. Erstaunt über dessen Ähnlichkeit mit ihrem Bruder fordert sie ihn auf, über seine Herkunft zu berichten. Tamese erzählt, dass er im kilikischen Heer gedient habe und Zeuge des Schiffbruchs Tameses gewesen sei, bevor er Gärtner wurde. Als Arsilda die beiden nebeneinander sieht, kommen ihr Zweifel an der Identität ihres Bräutigams, da der Gärtner größere Ähnlichkeit mit ihrem alten Verehrer hat. Tamese zieht sich zurück.
Szene 4. Tamese-Lisea erklärt Arsilda, dass die Liebe umso schöner sei, je länger man sie herauszögere (Arie Lisea: „Se un cor soffrir saprà“).
Szene 5. Arsilda fühlt sich von ihrem Bräutigam verhöhnt. Gleichzeitig entwickelt sie Gefühle für ihren Retter. Nun liebt sie „denselben Gegenstand in zwei Gesichtern“ (Arie Arsilda: „Precipizio, è del mio petto“).
Mit Hügeln umgebener, Diana, der Jagdgöttin und Straferin der Ehebrecher, geweihter Wald
Am Ende des Walds befindet sich eine Grotte mit einer klaren Quelle, umgeben mit Statuen von Hirschen, Leoparden und Löwen, allen der Göttin geweihten Tieren, die die Bewachung des Waldes symbolisieren. Man sieht die Vorbereitungen zur feierlichen königlichen Jagd zu Ehren der Göttin und als Dank für die Gefangennahme Barzanes. Jagdinstrumente erschallen. Tamese-Lisea, Cisardo, Nicandro, Mirinda und Tamese steigen in Jagdgewändern von den Hügeln herab.
Szene 6. Die Gesellschaft freut sich auf die bevorstehende Jagd nach einer Hirschkuh (Sinfonia – Chor: „Su alla caccia si gridi“ – Movimento musicale (Lisea): „D’una Cervetta“ – Duett Mirinda/Nicandro: „Già il Prato ameno, Ciel sereno“ – Movimento musicale (Arsilda): „Su svegliatevi Augelletti“ – Movimento musicale Cisardo/Tamese/Arsilda/Lisea/Chor: „Di questi boschi / Viva Cintia“ – Chor: „Su alla caccia si gridi“). Alle ziehen ab.
Szene 7. Barzane ist in einen Gewissenskonflikt geraten. Zum einen möchte er sich noch immer an Tamese rächen, aber zum anderen fühlt er sich seltsam berührt von dessen Rede über Lisea.
Szene 8. Tamese-Lisea tritt hinzu, um Barzane das angekündigte Geheimnis zu offenbaren. Nachdem sie noch einmal ihren Wunsch nach Rache bekräftigt hat, gibt sie ihm einen Schlüssel und fordert ihn auf, sich zum Grabmal Liseas zu begeben. Diese lebe noch und halte sich dort versteckt (Arie Lisea: „Frà cieche tenebre“).
Szene 9. Barzane bereut seinen Verrat an Lisea zutiefst (Arie Barzane: „Quel usignolo“). Er macht sich auf den Weg zu ihr.
Szene 10. Mirinda versucht, Tamese ihre Liebe zu offenbaren, traut sich aber nicht (Arie Mirinda: „Ancor la tortorella“). Sie geht ab.
Szene 11. Tamese vergewissert sich bei Arsilda, ob sie ihren Bräutigam wirklich liebe. Da sie dies bejaht, offenbart er ihr zu deren Bestürzung seine wahre Identität und die seiner Schwester: Ihr Bräutigam ist seine Schwester, und er selbst ihr Geliebter (Arie Tamese: „Siano gl’astri à me tiranni“).
Szene 12. Arsilda fühlt sich wie ein Schmetterling, der zwischen zwei Flammen hin- und herirrt (Arie Arsilda: „Son come farfalletta“).
Szene 13. Cisardo hat das Gespräch der beiden belauscht und regt sich fürchterlich darüber auf (Arie Cisardo: „Qual è a l’onte“).
Szene 14. Nicandro ist es egal, ob Tamese ihm seine Geheimnisse offenbart. Für ihre Freundschaft spielt das keine Rolle (Arie Nicandro: „Quando sorge in ciel l’Aurora“).

### Dritter Akt
Unterirdisches Zimmer mit verschlossenen Türen und einer kleinen Lampe, durch einen Geheimgang mit den königlichen Gemächern verbunden
Lisea betritt in Frauenkleidern den Raum durch eine Tür, setzt sich auf einen Stein und tut so, als wäre sie hier eingesperrt, während sie Barzane erwartet.
Szene 1. Lisea erwartet ängstlich die Ankunft ihres ehemaligen Geliebten.
Szene 2. Eine Eisentür öffnet sich. Barzane tritt ein, setzt sich neben Lisea und bittet sie um Vergebung für seinen Verrat. Lisea fordert ihn auf, bei ihrem Bruder um ihre Hand anzuhalten. Barzane verspricht ihr seine Treue (Arie Barzane: „Pupille del mio ben“).
Szene 3. Nachdem Barzane den Kerker verlassen hat, fürchtet sich Lisea vor den Folgen, da sie nicht zugleich als Lisea und Tamese auftreten kann (Arie Lisea: „Di Cariddi li vortici ondosi“).
Szene 4. Nicandro rät dem von ihm noch nicht erkannten Tamese, sich beim König vorzustellen, um die ihm gebührenden Ehrungen zu erhalten (Arie Nicandro: „Ride il fior canta l’augello“).
Szene 5. Mirinda hat nun andere Vorstellungen von der Liebe als zuvor (Arie Mirinda: „Chi vuol goder d’amor“).
Szene 6. Tamese drängt darauf, seinen Thron zurückzuerlangen. Cisardo versichert ihm seine Treue und rät ihm, sich in Geduld zu fassen. Tamese vertraut ihm (Arie Tamese: „La mia gloria ed il mio amore“).
Szene 7. Cisardo drängt Tamese-Lisea dazu, ihre wahre Identität zuzugeben, und offenbart ihr, dass der echte Tamese noch lebt. Sie solle ihn in ihrem Gemach erwarten. Er selbst werde unterdessen dem Volk mitteilen, dass Lisea noch lebt, und so alles zum Guten wenden (Arie Lisea: „Mille frodi e mille inganni“).
Szene 8. Lisea ist glücklich über diese Wendung. Tatsächlich kommt Barzane zu ihr, die er noch für Tamese hält, bittet sie um Zustimmung für seine Heirat mit Lisea und verspricht Frieden zwischen ihren Völkern (Arie Barzane: „Tornar voglio al primo ardore“).
Szene 9. Tamese-Lisea teilt Arsilda mit, dass sie nicht länger auf die Hochzeit warten muss.
Szene 10. Arsilda freut sich, dass die Zeit der Ungewissheit vorbei ist (Arie Arsilda: „Al nocchiero“).
Prachtvoller Thronsaal mit pompöser Ausstattung für die Hochzeitsfeier
Szene 11. Cisardo klärt das versammelte Volk über die Situation auf und verkündet, dass nun der echte Tamese wieder die Regierung Kilikiens übernehmen werde.
Szene 12. Die beiden Brautpaare schreiten herein: Barzane mit der nun als Königin gekleideten Lisea und Tamese mit Arsilda. Mirinda, Nicandro und der Hofstaat folgen ihnen. Lisea übergibt ihrem Bruder offiziell den Thron. Alle sind zufrieden, und das Volk feiert die Doppelhochzeit und den Frieden (Chor: „D’Imeneo la bella face“).

## Gestaltung

### Instrumentation
Die Orchesterbesetzung der Oper enthält die folgenden Instrumente::370
- zwei Blockflöten
- zwei Trompeten
- zwei Hörner
- zwei Soloviolinen
- Streicher
- Basso continuo

### Musiknummern
Die Oper enthält die folgenden Musiknummern::183–190
Erster Akt
- Szene 1. Rezitativ: „Questo, o popoli, è il giorno in cui si deve“
  - Chor: „Tutto il regno in lieta gara“ – Allegro, D-Dur, für 2 Trompeten, Streicher und Basso continuo
  - Rezitativ: „Questa, o fidi, è mia sposa e perche tal vostra Regnante“
  - Arie (Cisardo): „L’esperto nocchiero“ – Allegro, c-Moll, 3/8, für Streicher und Basso continuo
- Szene 2. Rezitativ: „Sposa a che tal mi chiami, se di sposa il bel nome“
  - Arie (Arsilda): „Io sento in questo seno“ – Largo e spiccato, g-Moll, 3/4, für 2 Violinen, Viola und Basso continuo
  - ursprünglich „Del goder“ – Allegro, g-Moll, 4/4, mit einem concertante-Teil für die unisono spielenden Violinen
- Szene 3. Rezitativ: „Sol di Bittinia il prence non sen corre a mio prò“
  - Arie (Nicandro): „Col piacer della mia fede“ – Allegro, A-Dur, 4/4, für Streicher und Basso continuo
- Szene 4. Rezitativ: „Partano i Servi: Odi Mirinda“
  - Arie (Lisea): „Fingi d’aver un cor“ – A tempo giusto, F-Dur, 4/4, für 2 Violinen, Viola und Basso continuo
- Szene 5. Rezitativ: „Dunque questo ch’amor chiaman le genti“
  - Arie (Mirinda): „Non m’è caro amor penando“ – Allegro, B-Dur, für Streicher und Basso continuo
  - ursprünglich „Io son quel gelsomino“ – Allegro, c-Moll, 12/8. Dieser Text wurde mit anderer Musik an das Ende des Akts verlegt.
  - für „Non m’è caro amor penando“ existieren zwei unterschiedliche Vertonungen, die sich beide durch ihre vielen Triller auszeichnen.
- Szene 6. Rezitativ: „Del sotterraneo loco discoperto il sentier“
  - Arie (Barzane): „Sempre piace goder il suo bene“ – Allegro, C-Dur, 4/4, für Violoncello solo, Streicher und Basso continuo
  - ersetzt durch „Dove sei“ – Allegro, G-Dur, 4/4
- Szene 7. Rezitativ: „D’Ama la Reggia à questa, e questo Ciel“
  - Arie (Tamese): „La tiranna avversa sorte“ – Allegro, D-Dur, 3/8, für 2 Violinen, Viola und Basso continuo
  - ursprünglich „Va per selve“ – Allegro, B-Dur, 3/4, mit komplizierter Koloratur und Violin-Figurationen
  - Alternativfassung von „La tiranna avversa sorte“ – Allegro, D-Dur, 3/8
- Szene 8. Arioso (Arsilda): „So ben io qual pena sia“ – Andante, D-Dur, für Basso continuo
  - Rezitativ: „Povera in mezzo all’oro; tocco con mano il lido“
  - Arioso (Arsilda): „So ben io qual pena sia“ – Andante, D-Dur, für Basso continuo
- Szene 9. Rezitativ: „Ecco l’ingrata; al fianco assistetemi, o fidi“
- Szene 10. Rezitativ: „Scoperto il tradimento a tempo io giungo“
  - ursprüngliche Arie (Barzane): „L’esser vinto non son“
- Szene 11. Rezitativ: „Tutto al tuo braccio io deggio giovane ardito“
  - Arie (Arsilda): „Perchè veggo nel tuo volto“ – Allegro, G-Dur, 3/8, für 2 Violinen, Viola und Basso continuo
- Szene 12. Rezitativ: „Dunque il cultor degl’Orti prima Arsilda soccorse“
  - Chor: „Amoretti vezzosetti“ – […], F-Dur, für 2 Hörner, Streicher und Basso continuo
  - Rezitativ: „Prendi Signor, compisci il degno ufficio e pio“
  - Accompagnato (Lisea): „O’ dell’adusta Lenno famoso abitator“ – Streicher und Basso continuo
  - Rezitativ: „Cisardo, or già il sacro rito compi“
- Szene 13. Rezitativ: „Io se tu’l vuoi, Regina, dell’inimico Campo“
- Szene 14. Rezitativ: „Tu Mirinda quai voti per me porgeste?“
  - Arie (Lisea): „Porta amore una tal face“ – Allegro, F-Dur, 3/8, für 2 Violinen, Viola und Basso continuo, nach „Nox obscura tenebrosa“ aus Juditha triumphans
  - ursprüngliche Fassung – Allegro, F-Dur, 2/4, Wechsel zwischen Dur und Moll mit rhetorischen Pausen
- Szene 15. Rezitativ: „Benche d’amor le stravaganze intesi“
  - Arie (Mirinda): „Io son quel gelsomino“ – Allegro, E-Dur, 4/4, für 2 Violinen, 2 Violen und concertante Cembalo

Zweiter Akt
- Szene 1. Rezitativ: „Il Pastorel, che raffrenò l’ardire“
  - Arie (Mirinda): „Un certo non sò che“ – Allegro, c-Moll, 2/4, für 2 Violinen, Viola und Basso continuo mit chromatisch aufsteigenden Achtelnoten
- Szene 2. Rezitativ: „State lungi soldati“
  - Arie (Barzane): „Ben conosco a poco a poco“ – Allegro, d-Moll, für 2 Violinen, Viola und Basso continuo
  - ursprünglich „Ah non so se quel ch’io sento“
- Szene 3. Rezitativ: „Arsilda ecco ne vien, lusinghe usate“
  - ursprüngliche Arie (Tamese): „Va superbo“ – Allegro, F-Dur, 3/8
- Szene 4. Rezitativ: „Del Pastor la sembienza mi sveglia“
  - Arie (Lisea): „Se un cor soffrir saprà“ – Allegro, F-Dur, 2/4, für 2 Blockflöten, 2 Violinen, Viola und Basso continuo
- Szene 5. Rezitativ: „Si che un tiranno sposo del mio duol si fà gioco“
  - Arie (Arsilda): „Precipizio, è del mio petto“ – Allegro, c-Moll, 3/8, für 2 Violinen, Viola und Basso continuo
- Szene 6. „Sinfonia“ – Allegro, F-Dur, für 2 Hörner, Streicher und Basso continuo
  - Chor: „Su alla caccia si gridi“ – Allegro, F-Dur, für 2 Hörner, Streicher und Basso continuo
  - Movimento musicale (Lisea): „D’una Cervetta“ – Allegro, g-Moll, für 2 Blockflöten, 2 Violinen und Basso continuo
  - Duett (Mirinda, Nicandro): „Già il Prato ameno, Ciel sereno“ – Allegro, C-Dur, für 2 Violinen, Viola und Basso continuo
  - Rezitativ: „Ma per tua mano, ò Prence dell’uccisa Cervetta il don vogl’io“
  - Movimento musicale (Arsilda): „Su svegliatevi Augelletti“ – […], G-Dur, für 2 Blockflöten und 2 Violinen
  - Movimento musicale (Cisardo, Tamese, Arsilda, Lisea, Chor): „Di questi boschi / Viva Cintia“ – […], C-Dur, für Streicher und Basso continuo
  - Rezitativ: „Di giovane Cervetta apena avezza“
  - Chor: „Sù alla Caccia si gridi“ – […], F-Dur, für 2 Hörner, Streicher und Basso continuo
- Szene 7. Rezitativ: „Al geloso amor mio, al mio rossore“
- Szene 8. Rezitativ: „Rege Qui sono, perché l’arcan mi sveli“
  - Arie (Lisea): „Frà cieche tenebre“ – Largo, e-Moll, 3/8, für Basso continuo
  - ersetzt durch „Vedrai nel volto“ – Allegro, F-Dur, 2/4
- Szene 9. Rezitativ: „Vive Lisea! ah s’egli è ver che vive“
  - Arie (Barzane): „Quel usignolo“ – Andante, G-Dur, 4/4, für Streicher und Basso continuo, mit Vogelstimmen-Imitationen
- Szene 10. Rezitativ: „Non ti sia di spiacer Vergine illustre“
  - Arie (Mirinda): „Ancor la tortorella“ – Allegro, G-Dur, 3/8, für 2 Violinen, Viola und Basso continuo
- Szene 11. Rezitativ: „Mà qual sciocca dimora più nascoso mi tien?“
  - Arie (Tamese): „Siano gl’astri à me tiranni“ – […], G-Dur, 3/8, für 2 Violinen, Viola und Basso continuo
- Szene 12. Rezitativ: „Qual non più inteso inganno“
  - Arie (Arsilda): „Son come farfalletta“ – Allegro, E-Dur, 4/4, für Streicher und Basso continuo
- Szene 13. Rezitativ: „Che intensi mai? Lisea sotto spoglie non sue“
  - Arie (Cisardo): „Qual è a l’onte“ – Allegro, B-Dur, 12/8, für 2 Oboen, Streicher und Basso continuo
  - stark überarbeitet. Die ursprüngliche Fassung ist nicht rekonstruierbar
  - zweite Fassung: Allegro, g-Moll, 4/4
- Szene 14. Rezitativ: „Se scoprir la sua pena non vuole il Prence“
  - Arie (Nicandro): „Quando sorge in ciel l’Aurora“ – Allegro, a-Moll, für 2 Violinen, Viola und Basso continuo

Dritter Akt
- Szene 1. Rezitativ: „Da quel, che più non era, à quel ch’io sono“
- Szene 2. Rezitativ: „Eccolo (Il cor mi gela) Olà chi mai“
  - Arie (Barzane): „Pupille del mio ben“ – Allegro, G-Dur, 2/4, für 2 Violinen, Viola und Basso continuo, viele Appoggiaturen im galanten Stil
- Szene 3. Rezitativ: „O’ del cieco amor mio mal cauto impegno!“
  - Arie (Lisea): „Di Cariddi li vortici ondosi“ – Allegro, f-Moll, 3/4, für 2 Violinen, Viola und Basso continuo
- Szene 4. Rezitativ: „Al tuo braccio, al tuo ardir molto Cilicia deve“
  - Arie (Nicandro): „Ride il fior canta l’augello“ – Allegro, C-Dur, 3/8, für Streicher und Basso continuo
- Szene 5. Rezitativ: „Finch’à l’amata, al Zio chiaro non resta“
  - Arie (Mirinda): „Chi vuol goder d’amor“ – Allegro, A-Dur, 4/4, für Streicher und Basso continuo
- Szene 6. Rezitativ: „Già che scoperto io son, finche non giungo“
  - Arie (Tamese): „La mia gloria ed il mio amore“ – Andante, F-Dur, 4/4, für 2 Violinen, Viola und Basso continuo
- Szene 7. Rezitativ: „Cisardo… Apunto io deggio Signor parlarti“
  - Arie (Cisardo): „Mille frodi e mille inganni“ – […], D-Dur, 3/8, für 2 Violinen, Viola und Basso continuo; im Libretto Lisea zugewiesen
- Szene 8. Rezitativ: „Suol tal’ora un gran rischio giurarci à un gran piacer“
  - Arie (Barzane): „Tornar voglio al primo ardore“ – Andante alla Francese, c-Moll, 3/4, für 2 Violinen, Viola und Basso continuo
  - ursprüngliche Fassung – Andante, c-Moll, 4/4, ohne Koloraturen, mit zwei Corni da caccia zur Verstärkung der Violinen
- Szene 9. Rezitativ: „Regina, il bel momento giuto è del tuo goder“
  - ursprüngliche Arie (Lisea): „Cara gioia e bel diletto“ – Allegro, F-Dur, 3/8
- Szene 10. Rezitativ: „Finga Lisea, ch’or discoperto il mio non finto Sposo“
  - Arie (Arsilda): „Al nocchiero“ – Allegro, C-Dur, 2/4, für Streicher und Basso continuo
- Szene 11. Rezitativ: „Popoli ancor non tutto saprete il goder vostro“
- Szene 12. Rezitativ: „German, su’l Tron, ch’è tuo vanne a seder tua Sposa“
  - Chor: „D’Imeneo la bella face“ – […], C-Dur, 3/8, für 2 Oboen, Streicher und Basso continuo

## Werkgeschichte
Nachdem Vivaldi das Teatro Sant’Angelo, das er seit 1714 als Impresario geleitet hatte, in der Spielzeit 1715/16 zugunsten des Teatro San Moisè verlassen hatte, kehrte er zu Beginn der Spielzeit 1716/17 wieder an das San Angelo zurück. Impresario war nun offiziell der ehemalige Sänger Pietro Ramponi, doch Vivaldi behielt eine dominierende Stellung. Nach der Eröffnungsoper Arsilda komponierte und dirigierte er mit L’incoronazione di Dario auch die dritte Oper der Spielzeit. Als zweite Oper (Premiere am 26. Dezember) wurde Fortunato Chelleris Penelope la casta gespielt. Da diese jedoch schnell scheiterte, wurde in aller Eile Arsilda wieder aufgenommen.:178,191
Außer Vivaldis originalem Kompositionsautograph ist auch eine von ihm selbst korrigierte Abschrift erhalten, die damals als Grundlage für die Aufführungen genutzt wurde. Sie enthält einige eindeutig von ihm stammende Abweichungen von der ursprünglichen Partitur.:121 Remo Giazotti äußerte in seiner Vivaldi-Biografie von 1965/1973 die Vermutung, dass eine bereits für das Frühjahr 1715 geplante erste Fassung der Oper von der Zensur abgewiesen worden war und daher überarbeitet werden musste. Auch der Dirigent Federico Maria Sardelli ging im Booklet seiner CD dieser Oper von der Richtigkeit dieser Theorie aus.:12 Der Musikwissenschaftler Reinhard Strohm bezweifelt diese These jedoch, da entsprechende Dokumente nicht erhalten seien und auch die im Manuskript noch erkennbaren früheren Textfassungen unverfänglich scheinen. Im Vorwort des gedruckten Librettos distanzierte sich der Librettist Domenico Lalli allerdings mit deutlichen Worten von dem seiner Meinung nach verfälschten Werk und warf dem Komponisten und anderen verantwortlichen Personen Unfähigkeit vor.:178–180 Anders als bei den meisten anderen seiner Libretti verzichtete Lalli auf eine namentliche Signatur, sondern unterschrieb nur mit „N. N.“. Es kam offenbar zum Bruch mit Vivaldi. Lalli schrieb während dessen Zeit am San Angelo nicht wieder für dieses Theater, und auch Vivaldi vertonte nur noch ein einziges Mal einen seiner Texte – einen kleineren Beitrag zu Giuseppe Boniventis Oper Filippo, re di Macedonia von 1721.
Bereits im Originalmanuskript sind starke Bearbeitungen zu erkennen. Vivaldi tauschte insgesamt neun Arien aus. Die ersetzten Stellen strich Vivaldi durch weiträumige Federstriche oder klebte die Blätter aneinander, so dass sie leicht wiederherzustellen waren. Vivaldi verfuhr auch mit anderen Opern auf diese Weise. Der Annahme folgend, es handle sich um die von der Zensur abgelehnte Erstfassung der Oper, unternahm die Musikwissenschaftlerin Livia Pancino den Versuch, diese anhand der gestrichenen Passagen wiederherzustellen. Doch diese erwies sich nicht als aufführungstauglich. Auch gab es keine Hinweise darauf, dass Vivaldi Anpassungen an geänderte Stimmlagen der Sänger vorgenommen hätte, obwohl sowohl der Impresario als auch die meisten Sänger im Herbst 1716 erst neu in Venedig angekommen waren – nur die Rolle des Barzane wurde kurzfristig neu besetzt. Die Änderungen wurden offenbar erst spät vorgenommen. Strohm geht insgesamt davon aus, dass es sich lediglich um übliche Überarbeitungen im Laufe des Kompositionsprozesses handelt und nicht um eine eigenständige Zweitfassung.:181
Bei der Uraufführung am 27. Oktober 1716 im Teatro Sant’Angelo in Venedig sangen Anna Vincenza Dotti (Arsilda), Anna Maria Fabri (Lisea), Teresa Cotti (Mirinda), Carlo Cristini (Barzane, Ersatz für den im Libretto erwähnten Carlo Valcata:177), Annibale Pio Fabri (Tamese), Angelo Zanoni (Cisardo), Antonia Pellizzari (Nicandro). Als Intermezzi wurden Grilletta e l’alfier Fanfarone eines unbekannten Komponisten gespielt. Zeitgenössischen Berichten zufolge war die Aufführung ein großer Erfolg. Dennoch sind im 18. Jahrhundert keine weiteren Produktionen der Oper belegt.:121 Es gibt lediglich Erwähnungen einer Aufführung im Hoftheater Kassel im selben Jahr 1716.:11
Vivaldi nutzte später mehrfach Musik aus Arsilda für andere Opern – insgesamt ungefähr ein Drittel.:193 Die Sinfonia beispielsweise fand 1718 Verwendung in Teuzzone.:97 In der Sächsischen Staatsbibliothek Dresden ist zudem eine Sammlung von sechzehn für Singstimme und Basso continuo bearbeiteten Arien aus Arsilda überliefert.:11–12
Die Oper wurde erst im 21. Jahrhundert wieder gespielt. 2001 gab es eine Produktion beim italienischen Festival Opera Barga unter der Leitung von Federico Maria Sardelli, die anschließend auch auf CD eingespielt wurde. 2017 gab es die erste Aufführungsreihe der vollständigen Urfassung als Koproduktion des Slowakischen Nationaltheaters Bratislava, der Opéra de Lille, Les Théâtres de la Ville de Luxembourg, dem Théâtre de Caen und Château de Versailles Spectacles mit dem tschechischen Ensemble Collegium 1704 unter Václav Luks. Sie wurde anschließend auf einer Europa-Tournee gezeigt. Ein Video-Mitschnitt wurde als Internetstream auf Culturebox bereitgestellt. Im Juni 2024 wurde das Werk in der Basler Martinskirche konzertant aufgeführt, mit La Cetra unter Andrea Marcon. Die eigens dafür erarbeitete Fassung wurde für das Label Naïve eingespielt.

## Aufnahmen
- Juli 2001 – Federico Maria Sardelli (Dirigent), Orchestra Barocca Modo Antiquo, Coro da Camera Italiana Roma.
 Simonetta Cavalli (Arsilda), Lucia Sciannimanico (Lisea), Elena Cecchi Fedi (Mirinda), Nicki Kennedy (Barzane), Joseph Cornwell (Tamese), Sergio Foresti (Cisardo), Alessandra Rossi (Nicandro).
 Live aus der Chiesa della Santissima Crocifisso in Barga.
 Bearbeitung von Federico Maria Sardelli und Frédéric Délamea.
 Cpo 999 740 2 (3 CD).[12]:22098
- 9. März 2017 – Václav Luks (Dirigent), David Radok (Inszenierung), Ivan Theimer und Ondřej Nekvasil (Bühnenbild), Andrea Miltnerová (Choreografie), Zuzana Ježková (Kostüme), Přemysl Janda (Lichtdesign), Collegium 1704, Collegium Vocale 1704.
 Olivia Vermeulen (Arsilda), Lucile Richardot (Lisea), Lenka Máčiková (Mirinda), Kangmin Justin Kim (Barzane), Fernando Guimarães (Tamese), Lisandro Abadie (Cisardo), Helena Hozová (Nicandro).
 Video-Aufzeichnung.
 Internetstream bei Culturebox.[13]
- 2024 – Andrea Marcon (Dirigent), La Cetra Barockorchester Basel, La Cetra Vokalensemble Basel.
 Benedetta Mazzucato (Arsilda), Vasilisa Berzhanskaya (Lisea), Marie Lys (Mirinda), Nicolò Balducci (Barzane), Leonardo Cortellazzi (Tamese), Jose Coca Loza (Cisardo), Shira Patchornik (Nicandro).
 nach der kritischen Edition von Bernardo Ticci.
 Naïve Vivaldi Edition Vol. 74 (3 CDs).[14]
- 1. Februar 2025 – Andrea Marcon (Dirigent), La Cetra Barockorchester Basel.
 Benedetta Mazzucato (Arsilda), Beth Taylor (Lisea),  Shira Patchornik (Mirinda), Nicolò Balducci (Barzane), Leonardo Cortellazzi (Tamese), José Coca Loza (Cisardo), Jone Martínez (Nicandro).
 Live, konzertant aus dem Concertgebouw in Amsterdam.
 Radiosendung auf NPO Klassiek.[15]